# جيسوس سالود
جيسوس سالود (بالإنجليزية: Jesus Salud)‏ مواليد 3 مايو 1963 في الفلبين، هو ملاكم محترف أمريكي يصنف ضمن فئة وزن الديك. حقق بطولة رابطة الملاكمة العالمية.

## إحصائيات
خاض خلال مسيرته 76 نزالا، فاز في 63 وخسر في 13. فاز بالضربة القاضية في 38 نزالا.

## روابط خارجية
- جيسوس سالود على موقع بوكس ريك (الإنجليزية) (registration required)
- جيسوس سالود على موقع قاعة هاواي للمشاهير الرياضية (مؤرشف) (الإنجليزية)